# Ned Beatty

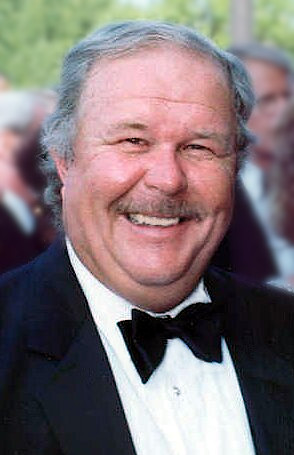
Ned Beatty bei den Emmy Awards 1990

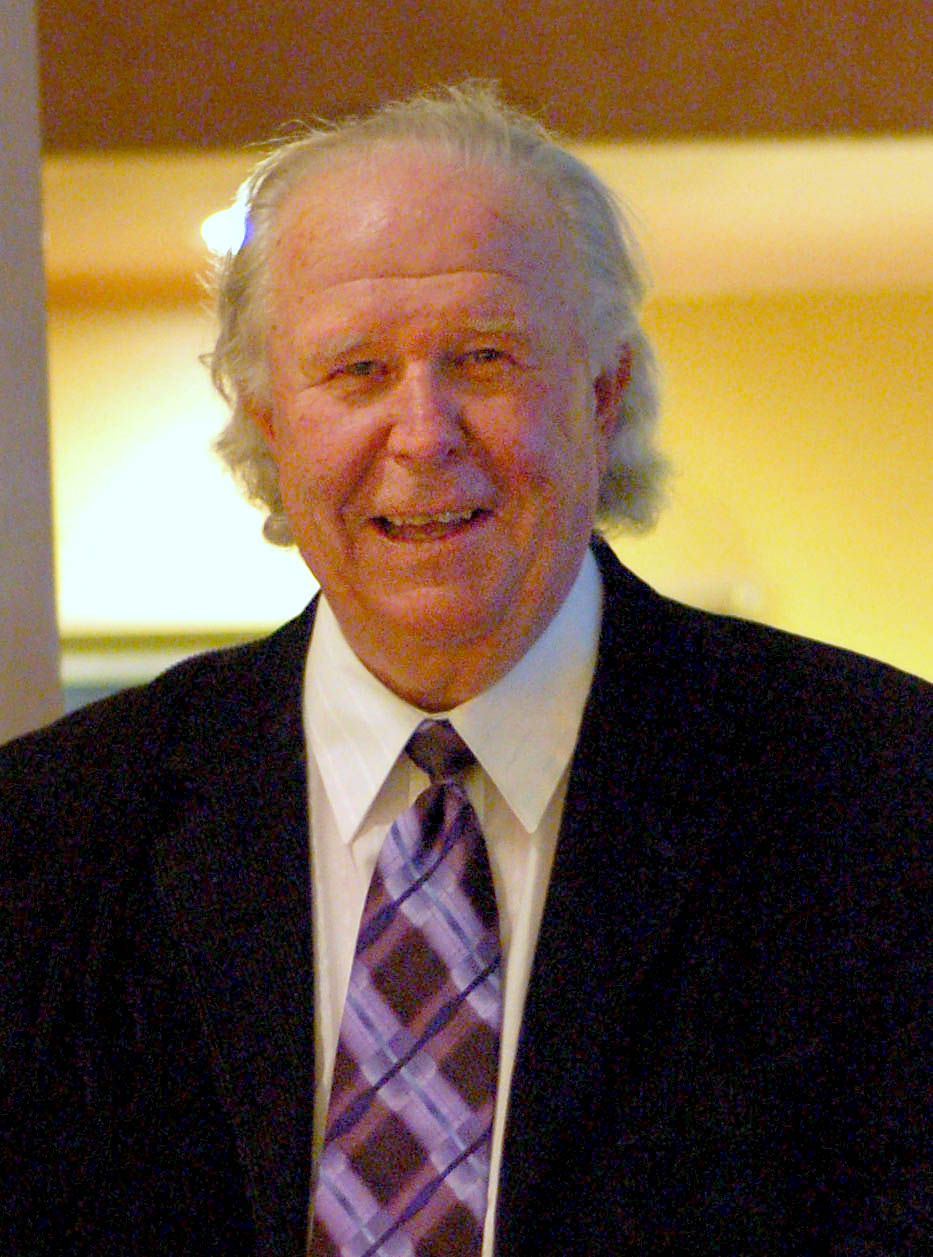
Ned Beatty (2006)

Ned Thomas Beatty (* 6. Juli 1937 in Louisville, Kentucky; † 13. Juni 2021 in Los Angeles, Kalifornien) war ein US-amerikanischer Schauspieler, der in über 200 Spielfilmen mitwirkte. Zu seinen bekanntesten Rollen zählen Lex Luthors Handlanger Otis in der Comicverfilmung Superman (1978) und Bobby Trippe in seinem Debütfilm Beim Sterben ist jeder der Erste (1972).

## Leben

### Frühes Leben und berufliche Anfänge
Beatty war der Sohn von Margaret Fortney Beatty, geb. Lennis, und von Charles William Beatty. Er hatte eine Schwester, Mary Margaret Beatty Gwinner. Beatty wurde religiös erzogen und begann schon 1947 in Gospelchören, im Kirchenchor der St.-Matthews-Kirche, aber auch in seiner lokalen Kirche zu singen und verdiente damit Geld zur Ernährung seiner Familie. Mit 19 Jahren hatte er seinen ersten Auftritt am Theater in dem Stück Wilderness Road.
Beatty studierte Musik an der Transylvania Universität in Lexington, Kentucky, schloss das Studium aber nicht ab. Später trat er am Clarksville Little Theater und am Actors Theater von Louisville auf. Seinen berühmtesten Auftritt als Theaterschauspieler hatte er 1966 am Broadway als Willy Loman in Arthur Millers Tod eines Handlungsreisenden. Als Beatty dort in Howard Sacklers Stück The Great White Hope spielte, sah der Regisseur John Boorman ihn und gewann ihn danach für den Film Beim Sterben ist jeder der Erste.

### Filmkarriere
Mit seiner markanten Rolle in Beim Sterben ist jeder der Erste begann Beattys Laufbahn als Schauspieler in weit mehr als 200 Filmen. Beatty war beim Publikum sehr beliebt und hatte durch seine äußere Erscheinung einen hohen Wiedererkennungsfaktor. In den meisten seiner Filmauftritte spielte er Nebenrollen, beispielsweise als dicker, schwitzender Polizist oder als unberechenbarer Gangster. In der Filmsatire Network spielte Beatty 1976 den Senderchef des Fernsehsenders, an dem die Hauptfigur in den Live-Sendungen ihre Wut auslebt. Zehn Jahre später war Beatty in The Big Easy – Der große Leichtsinn der Anführer einer Gruppe korrupter Polizisten. In dem preisgekrönten britischen Film Hear My Song von 1991 stellte er den Sänger Josef Locke dar und wich damit völlig von seinem bisherigen Rollentypus ab. Neben Kinorollen wirkte er auch regelmäßig an Fernsehserien mit, so von 1993 bis 1995 in der Krimiserie Homicide. In den Animationsfilmen Toy Story 3 (2010) und Rango (2011) übernahm er Sprechrollen. Seine letzte Filmrolle spielte er 2013 in der Liebeskomödie Liebe im Gepäck unter der Regie von David E. Talbert.

### Privates
Beattys erste Frau war Walta Addott, nach der Scheidung von ihr heiratete er 1971 die Schauspielerin Belinda Rowley, die er bei den Dreharbeiten zu Beim Sterben ist jeder der Erste kennengelernt hatte. Am 28. Juni 1979 heiratete er Dorothy (genannt Tinker) Adams Lindsay, von der er sich 1998 scheiden ließ. Seit dem 20. November 1999 war er mit Sandra Johnsen verheiratet. Aus seinen ersten drei Ehen hatte Beatty acht Kinder. Er war weder mit dem Schauspieler Warren Beatty noch mit dem Comicautoren Scott Beatty verwandt.
Beatty litt an einer manisch-depressiven Erkrankung, von der er geheilt wurde, hatte aber immer wieder depressive Schübe. Im Jahr 2006 begann er wieder zu singen und spielte die CD In the Beginning Was the Word ein.
Beatty starb im Juni 2021 im Alter von 83 Jahren in Los Angeles eines natürlichen Todes.

## Auszeichnungen
Beatty war für einen Academy Award für Network nominiert, er erhielt auch zwei Nominierungen für einen Emmy Award und eine für einen Golden Globe Award.

## Filmografie (Auswahl)
- 1972: Beim Sterben ist jeder der Erste (Deliverance)
- 1972: Das war Roy Bean (The Life and Times of Judge Roy Bean)
- 1973: Der letzte Held Amerikas (The Last American Hero)
- 1973: Der Tiger hetzt die Meute (White Lightning)
- 1974, 1976: Detektiv Rockford – Anruf genügt (Fernsehserie, drei Folgen)
- 1975: Turm des Schreckens (The Deadly Tower, Fernsehfilm)
- 1975: M*A*S*H (Fernsehserie, eine Folge)
- 1976: Network
- 1976: Trans-Amerika-Express (Silver Streak)
- 1976: Die Unbestechlichen (All the President’s Men)
- 1976: Die haarsträubende Reise in einem verrückten Bus (The Big Bus)
- 1977: Die Straßen von San Francisco (The Streets of San Francisco, Fernsehserie, eine Folge)
- 1977: Exorzist II – Der Ketzer (Exorcist II: The Heretic)
- 1978: Liebe vor Gericht (A Question of Love, Fernsehfilm)
- 1978: Superman
- 1978: U-Boot in Not (Gray Lady Down)
- 1979: 1941 – Wo bitte geht’s nach Hollywood (1941)
- 1979: Die Weisheit des Blutes (Wise Blood)
- 1980: Der Ringer (The American Success Company)
- 1980: Superman II – Allein gegen alle (Superman II)
- 1980: Agentenpoker (Hopscotch)
- 1980: Das Guyana-Massaker (Guyana Tragedy: The Story of Jim Jones)
- 1981: Die unglaubliche Geschichte der Mrs. K. (The Incredible Shrinking Woman)
- 1982: Der Spielgefährte (The Toy)
- 1982: Pray TV – Die Sendung Gottes (Pray TV)
- 1982: Golda Meir (A Woman Called Golda, Fernsehfilm)
- 1983: Der rasende Gockel (Stroker Ace)
- 1984: Mord ist ihr Hobby (Murder She Wrote, Fernsehserie, Pilotfilm)
- 1984: Die letzten Tage von Pompeji (The Last Days of Pompeii, Fernsehdreiteiler)
- 1985: Ein Engel auf Erden (Späte Einsicht, der Vater aus der Fernsehserie, 2 Folgen)
- 1986: Mach’s noch mal, Dad (Back to School)
- 1987: The Big Easy – Der große Leichtsinn (The Big Easy)
- 1987: Das vierte Protokoll (The Fourth Protocol)
- 1987: Midnight Crossing – Nur das Meer ist ihr Zeuge (Midnight Crossing)
- 1989: Die Anwältin (Physical Evidence)
- 1989: Tennessee Nights
- 1989–1994: Roseanne (Fernsehserie, sechs Folgen)
- 1990: Die U-Boot Academy (Going Under)
- 1990: Von allen Geistern besessen! (Repossessed)
- 1990: Captain America
- 1991: Hear My Song
- 1992: Zauberhafte Zeiten (Prelude to a Kiss)
- 1993: Touchdown – Sein Ziel ist der Sieg (Rudy)
- 1993–1995: Homicide (Homicide: Life on the Street, Fernsehserie, 33 Folgen)
- 1995: Im Sumpf des Verbrechens (Just Cause)
- 1996: Gullivers Reisen (Gulliver’s Travels, Fernsehfilm)
- 1997: Mehr Pech als Verstand (The Curse of Inferno)
- 1998: Spike Lee’s Spiel des Lebens (He Got Game)
- 1999: Cookie’s Fortune – Aufruhr in Holly Springs (Cookie’s Fortune)
- 1999: Lebenslänglich (Life)
- 2002: Thunderpants
- 2004: Der Schutzengel (The Wool Cap, Fernsehfilm)
- 2007: Shooter
- 2007: The Walker
- 2007: CSI: Vegas (CSI: Crime Scene Investigation, Fernsehserie, eine Folge)
- 2007: Der Krieg des Charlie Wilson (Charlie Wilson’s War)
- 2008: Law & Order (Fernsehserie, eine Folge)
- 2009: Mord in Louisiana (In the Electric Mist)
- 2010: The Killer Inside Me
- 2010: Toy Story 3 (Stimme für Lotso)
- 2011: Rango (Stimme von Mayor)
- 2011: Rampart – Cop außer Kontrolle (Rampart)
- 2013: Go On (Fernsehserie, eine Folge)
- 2013: Liebe im Gepäck (Baggage Claim)